# Stockton Rush
Stockton Rush, född 31 mars 1962 i San Francisco, död 18 juni 2023 i Nordatlanten, var en amerikansk ingenjör, pilot och affärsman.
Han var medgrundare av och verkställande direktör för företaget Oceangate.

## Bakgrund
Stockton Rush föddes i en rik familj i San Francisco som den yngsta av fem barn. Genom sin far var han ättling till två undertecknare av USA:s självständighetsförklaring, läkaren Benjamin Rush och Richard Stockton. Som barn hade han drömmar om att bli astronaut.
År 1980 18 år gammal tog han flygcertifikat, ungefär samtidigt som han tog examen från Phillips Exeter Academy. När han var 19 år gammal fick han en DC-8 Type/Captain's rating vid United Airlines Jet Training Institute. 1984 avlade Rush examen från Princeton University i flygteknik och 1989 tog han en Master of Business från University of California, Berkeley.
Han fick senare veta att hans synskärpa skulle diskvalificera honom från att bli stridspilot, så han flyttade från San Francisco till Seattle för att arbeta för McDonnell Douglas som testingenjör för F-15 Eagle.

## Karriär
År 2006 konstruerade Rush en miniatyrubåt genom att köpa komponenter från ett privat företag och ritningar från en pensionerad ubåtsbefälhavare. Med farkosten Rush konstruerade skulle han utforska Pugetsundet, farkosten var 4 meter långt och kapabel att dyka till 10 meter.
Rush grundade 2009 företaget Oceangate med affärspartnern Guillermo Söhnlein, efter att de först beställt en marknadsundersökning som drog slutsatsen att det fanns en efterfrågan på turism under vatten.
Oceangate specialiserade sig på dykningar med undervattensfarkoster för industri, forskning, prospektering och undervattensturism. Enligt Rush var företagets mål att använda kommersiell turism för att finansiera utvecklingen av nya djupdykningsvattenfartyg, som skulle möjliggöra ytterligare kommersiella satsningar inklusive resursbrytning och katastrofbekämpning.
Den 6 juli 2023 meddelade Oceangate att företaget avbryter all prospektering och kommersiell verksamhet efter den dödliga implosionen av Titan. 

## Slutrapport 2025
I augusti 2025 kom amerikanska kustbevakningens marinutredningsnämnds rapport om förlusten av ubåten Titan.
Nämnden lade ansvaret för implosionen 2023 till stor del på OceanGate. Utredarna fastslår att de främsta bidragande faktorerna till implosionen var Oceangates "otillräckliga design-, certifierings-, underhålls- och inspektionsprocess" för ubåten, enligt rapporten. 

## Privatliv
Stockton Rush gifte sig 1986 med Wendy Weil, paret har två barn. Wendy Weil Rush är barnbarnsbarnbarn till Isidor Straus och Ida Straus, som båda dog i Titanics förlisning.
Den 18 juni 2023 dog Stockton Rush tillsammans med fyra andra när Oceangates farkost Titan imploderade när de skulle besöka vraket av Titanic. 